# زهدي عامر
زهدي محمود سعيد عامر (وُلد في 21 أغسطس 1943 في كفر قليل – تُوفي في 28 فبراير 2001 في غزة) سياسي فلسطيني، كان مستشارًا لياسر عرفات، ومندوبًا عن منظمة التحرير الفلسطينية في اللجنة الفلسطينية الأردنية المشتركة. شغل منصب محافظ محافظة شمال غزة بين عامي 1996 و2001، وكان عضوًا في مجلس أمناء جامعة الأزهر في غزة.

## حياته
وُلد زهدي محمود سعيد عامر في قرية كفر قليل في قضاء نابلس إبان فترة الانتداب البريطاني على فلسطين. تلقى تعليمه الابتدائي والإعدادي في مدارس مدينة نابلس ثم انتقلت عائلته إلى رفح. أنهى المرحلة الثانوية من مدرسة فلسطين الثانوية في مدينة غزة عام 1961.
التحق بجامعة القاهرة وحصل منها على درجة البكالوريوس في الاقتصاد عام 1964، ومن ثم حصل في عام 1970 على درجة البكالوريوس في الهندسة الميكانيكية، ودرجة الماجستير في الاقتصاد عام 1975 وكذلك درجة الدكتوراه في الاقتصاد من نفس الجامعة.
عمل زهدي عامر ضمن البعثة التعليمية الفلسطينية لدى جمهورية اليمن الديمقراطية الشعبية عام 1972 في منطقة حضر موت، ثم عمل لاحقًا مهندسًا في وزارة الصناعة في عدن. عام 1978، تفرغ للعمل في حركة فتح، حيث عمل رئيسًا للدائرة الاقتصادية لمؤسسة أبناء الشهداء، وكذلك مسؤولًا عن الدائرة الاقتصادية في مكتب الأرض المحتلة.
بعد الاجتياح الإسرائيلي للبنان عام 1982، وتوقيع الاتفاقية المشتركة بين منظمة التحرير الفلسطينية والأردن، أقام في مدينة عمان وكان ممثلًا لمنظمة التحرير الفلسطينية في اللجنة الفلسطينية الأردنية. في عام 1985م عُين مديرًا عامًا لدائرة شؤون الوطن المحتل في منظمة التحرير الفلسطينية، ومستشارًا لرئيس منظمة التحرير الفلسطينية ياسر عرفات لشؤون الأرض المحتلة. تولى خلال المفاوضات المشتركة مع إسرائيل، والتي شاركت فيها مصر والأردن رئاسة وحدة شؤون النازحين.
كان أول من شغل منصب محافظ محافظة شمال غزة، حيث عُين في 15 سبتمبر 1996، واستمر في المنصب حتى وفاته.

## وفاته
تُوفي في 28 فبراير 2001 إثر أزمة قلبية حادة في مدينة غزة.